# Сан-Жозе-ду-Риу-Прету (мезорегион)

Сан-Жозе-ду-Риу-Прету на карте.

Сан-Жозе-ду-Риу-Прету (порт. Mesorregião de São José do Rio Preto) — административно-статистический мезорегион в Бразилии. Входит в штат Сан-Паулу. Население составляет 1 569 220 человек (на 2010 год). Площадь — 29 393,730 км². Плотность населения — 53,39 чел./км².

## Демография
Согласно сведениям, собранным в ходе переписи 2010 г. Национальным институтом географии и статистики (IBGE), население мезорегиона составляет:
| Полное население                            | Полное население                            | Полное население                            | Полное население                            | 1 569 220 |
| ------------------------------------------- | ------------------------------------------- | ------------------------------------------- | ------------------------------------------- | --------- |
| в том числе:                                | Городское население                         | 1 439 655                                   | Процент городского населения, %             | 91,74     |
|                                             | Сельское население                          | 129 565                                     | Процент сельского населения, %              | 8,26      |
|                                             | Мужское население                           | 775 522                                     | Процент мужского населения, %               | 49,42     |
|                                             | Женское население                           | 793 698                                     | Процент женского населения, %               | 50,58     |
| Плотность населения, чел/км²                | Плотность населения, чел/км²                | Плотность населения, чел/км²                | Плотность населения, чел/км²                | 53,39     |
| Население мезорегиона в % к населению штата | Население мезорегиона в % к населению штата | Население мезорегиона в % к населению штата | Население мезорегиона в % к населению штата | 3,80      |

## Статистика
- Валовой внутренний продукт на 2003 составляет 15 688 250 239,00 реалов (данные: Бразильский институт географии и статистики).
- Валовой внутренний продукт на душу населения на 2003 составляет 10 500,42 реалов (данные: Бразильский институт географии и статистики).
- Индекс развития человеческого потенциала на 2000 составляет 0,807 (данные: Программа развития ООН).

## Состав мезорегиона
В мезорегион входят следующие микрорегионы:
1. Аурифлама
2. Катандува
3. Фернандополис
4. Жалис
5. Ньяндеара
6. Нову-Оризонти
7. Сан-Жозе-ду-Риу-Прету
8. Вотупоранга